# 1010년대
1010년대는 1010년부터 1019년까지를 가리킨다.